# Coulomb
Coulomb (tudi kulón) je izpeljana enota mednarodnega sistema enot za merjenje električnega naboja. Označujemo ga s črko C. En coulomb je enak naboju, ki ga prenese električni tok 1 A v času 1 s, kar je približno 6,24 · 1018 osnovnega naboja elektrona/protona. Zapisano matematično je
{\displaystyle 1\ \mathrm {C} =1\ \mathrm {A} \cdot 1\ \mathrm {s} \!\,.}
Coulomb lahko izrazimo tudi s produktom kapacitivnosti in napetosti; kulon je v tem primeru farad krat volt:
{\displaystyle 1\ \mathrm {C} =1\ \mathrm {F} \cdot 1\ \mathrm {V} \!\,.}

## Zgodovina
Enota je imenovana v čast francoskega fizika, inženirja in častnika Charlesa de Coulomba (1736-1806), ki je v 18. stoletju raziskoval elektriko in magnetizem. Dejansko je bil v preteklosti amper izpeljana enota, definirana kot coulomb na sekundo, po mednarodnem sistemu enot je postal osnovna enota (in s tem coulomb izpeljana) leta 1960.

## Vsakdanje količine
- Naboji statične elektrike z drgnjenjem materialov so v velikostih nekaj mikrocoulombov.[2]
- Količina naboja, ki potuje po streli je običajno okoli 15 C, večje strele pa dosežejo naboje tudi do 350 C.[3]
- Količina naboja, ki se porabi pri navadni alkalijski AA bateriji od polne do prazne je okoli 5 kC = 5000 C ≈ 1400 mA⋅h.[4]